# NGC 7107
NGC 7107 este o galaxie situată în constelația Cocorul. A fost descoperită în 6 septembrie 1834 de către John Herschel.